# Jasmine Women
Jasmine Women (vereenvoudigd Chinees: 茉莉花开; traditioneel Chinees: 茉莉花開; pinyin: Mòlìhuā Kāi) is een Chinese dramafilm uit 2004, geregisseerd door Hou Yong in zijn regiedebuut. De film is gebaseerd op de roman Women's Life (妇女生活) van Su Tong en toont de emotioneel moeilijke levens van 4 generaties Shanghainese vrouwen van de jaren dertig tot de jaren tachtig van de 20e eeuw.

## Verhaal
De achttienjarige Mo woont samen met haar moeder die een kleine fotowinkel heeft in Shanghai. Ze verlangt ernaar om filmster te worden, een droom die haar moeder niet begrijpt. Op een dag ontmoet Mo meneer Meng, de baas van een filmstudio. Ze verlaat haar moeder om haar filmcarrièredroom waar te maken. Ze gaat een relatie aan met hem die getrouwd is en later zwanger wordt. Ze weigert een abortus te ondergaan en wanneer de Tweede Chinees-Japanse Oorlog begint, verlaat Meng Shanghai en verlaat Mo. De filmstudio wordt gesloten en Mo keert terug naar huis. Ze bevalt van Li en geeft haar kind de schuld van alles wat ze heeft verloren. De vriend van haar moeder (nooit expliciet vermeld, alleen impliciet) probeert haar ook te verleiden, onder het mom van een gratis kappersafspraak. Haar moeder komt erachter en pleegt niet lang daarna zelfmoord.
Li was opgegroeid met haar moeder Mo in ellende. Mo herinnert zich nog haar droom om filmster te worden. Li trouwt met Zou Jie die lid was van de afdeling van haar middelbare school van de Communistische Jeugdliga van China. Na het huwelijk verhuizen ze naar het huis van Jie, maar ze zijn niet gewend aan hun levensstijl en kunnen zelf geen kind baren. Ze verhuizen terug om bij Mo te blijven. Li adopteert uiteindelijk een meisje genaamd Hua. Li wordt later mentaal onstabiel. Li's situatie wordt steeds erger en ze beschuldigt Zou zelfs van het schenden van Hua, haar geadopteerde dochter. Li's familie stort in elkaar en haar man Zou pleegt zelfmoord door zich op een tegemoetkomende trein te werpen. Li verlaat het huis; haar lot is onbekend, en Hua blijft bij Mo wonen.
Li verdween toen Hua nog heel jong was en ze groeide op bij haar oma Mo. Mo vindt troost in de zorg voor haar kleindochter. Toen Hua opgroeide, trouwde ze met een afgestudeerde, Du. Na het huwelijk ging Du voor verdere studies in het buitenland in Japan en besloot daarna Hua te verlaten. Helaas droeg Hua Du's kind al. Mo moedigde haar sterk aan om de zwangerschap af te breken vanwege haar ervaringen met het krijgen van een kind en er niet op voorbereid te zijn, maar Hua besloot het niet te doen. Hua besloot zich in te checken bij een kliniek/ziekenhuis voor gezinsplanning om in ieder geval een abortus te ondergaan, maar voordat ze thuis kon komen, stierf Mo. Jaren later keert Du terug naar Hua om dingen af te ronden, maar het lijkt erop dat Hua verder is gegaan met haar leven. Slotscènes laten zien hoe ze met haar dochter naar een nieuw huis verhuist.

## Rolverdeling
| Acteur     | Personage                       |
| ---------- | ------------------------------- |
| Zhang Ziyi | jonge Mo / jonge Li / jonge Hua |
| Joan Chen  | Mo's moeder / oudere Mo         |
| Jiang Wen  | Mr. Meng                        |
| Lu Yi      | Zou Jie                         |
| Liu Ye     | Du                              |

## Productie
De Chinese naam van de film, Mo li hua kai, is gebaseerd op een populair Chinees lied "Molihua", wat jasmijnbloesem betekent. De namen van de personages in de film zijn ook gebaseerd op dit nummer.

## Release
De film ging in première op 15 juni 2004 op het Internationaal filmfestival van Shanghai.

## Prijzen en nominaties
De belangrijkste:
| Jaar | Prijs                                    | Categorie                   | Genomineerde(n)                                          | Uitslag     |
| ---- | ---------------------------------------- | --------------------------- | -------------------------------------------------------- | ----------- |
| 2004 | Internationaal filmfestival van Shanghai | Persprijs - Beste speelfilm | Hou Yong                                                 | Gewonnen    |
| 2004 | Internationaal filmfestival van Shanghai | Speciale juryprijs          | Hou Yong                                                 | Gewonnen    |
| 2004 | Internationaal filmfestival van Shanghai | Gouden Beker - Beste Film   | Hou Yong                                                 | Genomineerd |
| 2004 | Golden Rooster Award                     | Beste actrice               | Zhang Ziyi (delen met Zheng Zhenyao voor Meili Shanghai) | Gewonnen    |
| 2004 | Golden Rooster Award                     | Beste muziek                | Cong Su & Yin Qing                                       | Genomineerd |
| 2004 | Golden Rooster Award                     | Beste geluid                | Wu Ling                                                  | Genomineerd |